# Diplura studiosa
Diplura studiosa är en spindelart som först beskrevs av Cândido Firmino de Mello-Leitão 1920.  
Diplura studiosa ingår i släktet Diplura och familjen Dipluridae. Inga underarter finns listade i Catalogue of Life.